# Sho Nishimura
Sho Nishimura (西村 翔 Nishimura Sho?, nacido el 7 de junio de 2001 en Kioto) es un futbolista japonés que juega como defensa.
En 2019, Nishimura se unió al Gamba Osaka de la J1 League.

## Trayectoria

### Clubes
| Club        | País  | Año    |
| ----------- | ----- | ------ |
| Gamba Osaka | Japón | 2019 - |

## Estadística de carrera

### J. League
| Club               | Año   | J. League | J. League | Copa J. League | Copa J. League | Total | Total |
| Club               | Año   | Part.     | Goles     | Part.          | Goles          | Part. | Goles |
| ------------------ | ----- | --------- | --------- | -------------- | -------------- | ----- | ----- |
| Gamba Osaka        | 2019  | 0         | 0         | 0              | 0              | 0     | 0     |
| Gamba Osaka sub-23 | 2019  | 7         | 0         | -              | -              | 7     | 0     |
| Total              | Total | 7         | 0         | 0              | 0              | 7     | 0     |